# Márfi Gyula

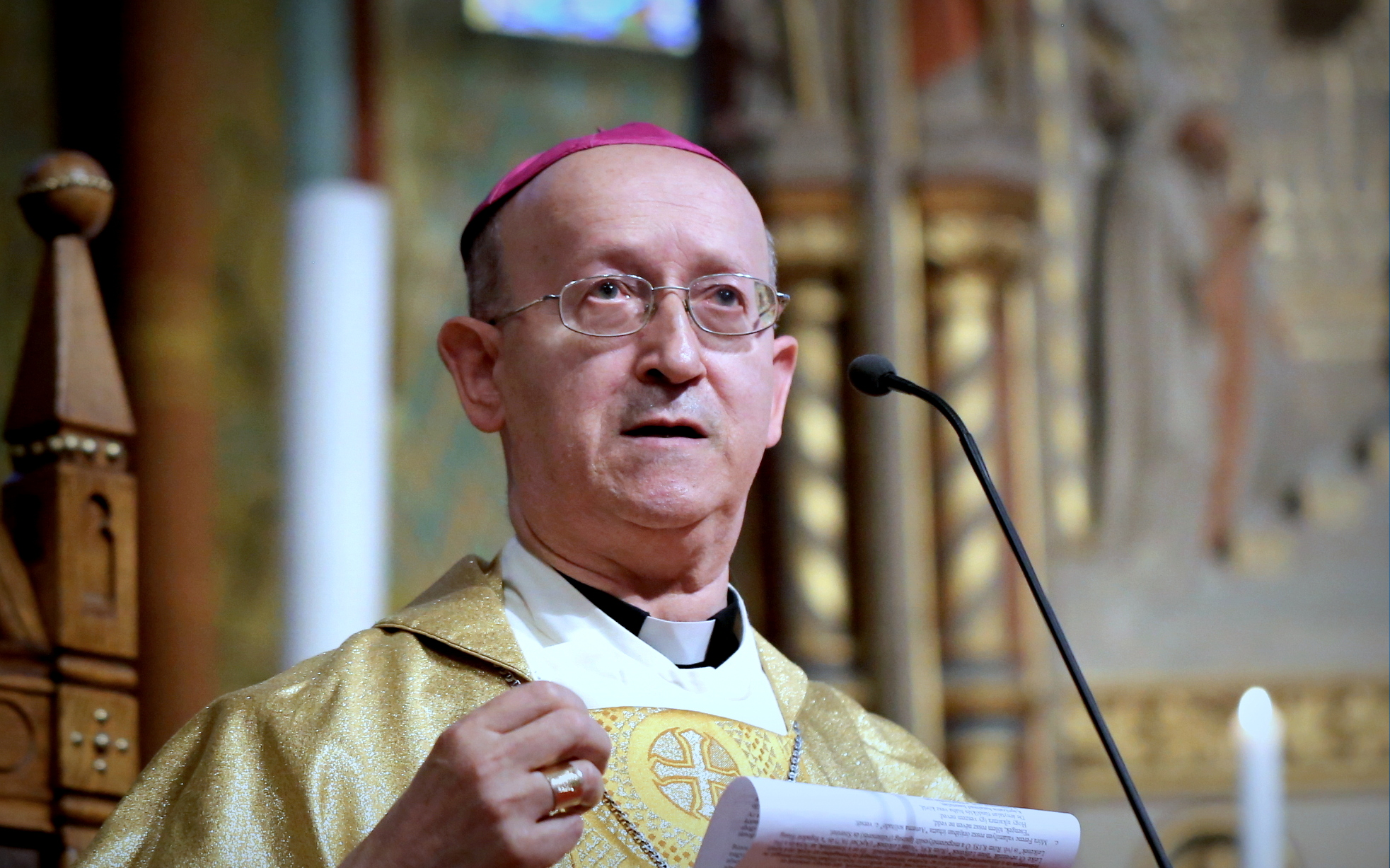
Márfi Gyula érsek 2017-ben

Márfi Gyula (Pördefölde, 1943. december 17. –) magyar katolikus pap, nyugalmazott veszprémi érsek.

## Pályafutása
A pannonhalmi bencés gimnáziumban érettségizett 1962-ben. A teológiát Budapesten a Központi Papnevelő Intézetben végezte. 1967. június 18-án Szombathelyen szentelték pappá. Pákán (1967–1968), Nyőgérben (1969–1973) és Kőszegen (1973–1976) volt káplán. Közben 1968–1969-ben tanulmányi szabadságon volt Budapesten, melynek során megszerezte a teológiai doktorátust. 1976–1978 között Párizsban tanult ösztöndíjasként (diplome supérieur d' études oecuméniques).
1978-tól püspöki szertartó, 1980-tól püspöki titkár, 1987-től irodaigazgató volt.

### Püspöki pályafutása
II. János Pál pápa 1995. november 11-én amanziai címzetes püspökké és egri segédpüspökké nevezte ki. 1995. december 2-án Egerben szentelték püspökké. Jelmondata: Caritas nunquam excidit (A szeretet soha el nem múlik; 1Kor 13,8). 1997. augusztus 14-én veszprémi érsekké nevezte ki a pápa. Érseki beiktatására szeptember 5-én került sor.
A Magyar Katolikus Püspöki Konferencia Hittani, valamint Jogi Bizottságának tagja.
Többször markánsan állást foglalt közéleti kérdésekben: 2012-ben nyílt levélben állt ki az Orbán-kormány mellett David Baer amerikai teológia- és filozófiaprofesszornak írt válaszában; de többször megszólalt a migrációs válság kapcsán is, amelyet az elvallástalanodott Európa muszlim meghódításának kísérleteként értékel, globális pénzügyi körök támogatásával. Egy nyilatkozatában azt állította, hogy „a kereszténység áldozatait néhány ezerre tehetjük csupán, míg a nácizmus hatmillió, a kommunizmus százmillió, az iszlám pedig 270 millió embert pusztított el.” Egy, a témában született rövid írását a veszprémi KDNP a 2016-os kvótanépszavazás kampányában is terjesztette.
Kimagasló szakmai munkája elismeréseként 2017. augusztus 20. alkalmából Áder János köztársasági elnök megbízásából Balog Zoltán, az emberi erőforrások minisztere a Magyar Érdemrend középkeresztje polgári tagozat kitüntetést adta át a Veszprémi főegyházmegye érsekének. 2018. december 16-án 75. születésnapja alkalmából ünnepi hálaadó szentmisét mutattak be a Szent Mihály-székesegyházban, amelyen Erdő Péter esztergom-budapesti és Bábel Balázs kalocsa-kecskeméti érsek, valamint a Magyar Katolikus Püspöki Konferencia számos további tagja mellett világi vezetők, így Kövér László, az Országgyűlés elnöke, Semjén Zsolt miniszterelnök-helyettes és Veszprém polgármestere, Porga Gyula is részt vett. Bábel Balázs beszédében úgy fogalmauzott, hogy „Márfi Gyula érsek széles körben ismert arról, hogy a világ dolgait nagy realitással ítéli meg”, de meg van „áldva az Istentől a humor adományával is”.
2019. január 6-án, vízkereszt ünnepén ő áldotta meg a Miniszterelnökség új épületét, a Budai Várban lévő Karmelita kolostort.
2019. július 12-én nyugalomba vonult.

## Művei
- Katekétika. I–II. félév; összeáll. Márfi Gyula; Püspöki Hivatal, Szombathely, 1989
- A nemkeresztény vallások és a kereszténység, a nemkatolikus keresztények és a katolikus egyház; összeáll. Márfi Gyula; Püspöki Hivatal, Szombathely, 1990
- Az Istenkeresés útjain. Gondolatok, újságcikkek, előadások; Codex, Veszprém–Szeged, 2005
- A szeretet nem múlik el soha! Márfi Gyula veszprémi érsekkel beszélget Haider Márta; Kairosz, Budapest, 2009 (Miért hiszek?)
- Az Istenkeresés útjain. Gondolatok, újságcikkek, előadások; 2. átdolg. kiad.; Szaléziánum, Veszprém, 2013
- A vízhordó ember. Elmer István beszélgetése Márfi Gyula veszprémi érsekkel; Szent István Társulat, Budapest, 2014 (Pásztorok)
- Jegyzetek az iszlámról keresztény szemmel; szerzői, Veszprém, 2021

## Kitüntetései
- A Magyar Érdemrend középkeresztje (2017)[10]
- Veszprém díszpolgára (2018)[11]